# Claudia Obermeier
Claudia Obermeier (* 11. Dezember 1971) ist eine ehemalige deutsche Fußballspielerin.

## Karriere
Claudia Obermeier, die hauptberuflich als Elektroinstallateurin tätig war und bis 1990 für den FC Dossenheim spielte, gehörte als Abwehrspielerin von 1990 bis 1997 dem TuS Niederkirchen in der seinerzeit zweigleisigen und von 1997 bis 1999 in der eingleisigen Bundesliga an. In diesem Zeitraum wurde die Gruppe Süd zweimal in Folge als Zweitplatzierter und danach als Sieger abgeschlossen. Für die Endrunde um die Deutsche Meisterschaft daher qualifiziert, traf sie mit ihrer Mannschaft dreimal auf den TSV Siegen. Zweimal verlor sie mit ihrer Mannschaft jeweils im Halbfinale, im dritten Aufeinandertreffen siegte sie mit ihrer Mannschaft – und das im Finale. 1993/94 erneut Sieger der Gruppe Süd, ereilte die Mannschaft das Aus in der Endrunde um die Deutsche Meisterschaft nach Hin- und Rückspiel mit 1:9 gegen Grün-Weiß Brauweiler im Halbfinale. Ferner gehörte sie der Mannschaft an, die am 1. August 1993 in Leverkusen das Spiel um den Supercup mit 2:1 gegen den TSV Siegen gewann.
In ihrer letzten Saison, 1999/2000, spielte sie für den Ligakonkurrenten und amtierenden Double-Sieger 1. FFC Frankfurt. In der Meisterschaft, in der neun Punktspiele dokumentiert sind, trug sie zum zweiten Platz hinter dem mit 15 Punkten enteilten FCR 2001 Duisburg bei. Doch am 6. Mai 2000 gehörte sie zur Mannschaft, die im Olympiastadion Berlin – als Vorspiel zum Männerfinale – vor 20.000 Zuschauern, das Pokalfinalspiel mit 2:1 über die Sportfreunde Siegen gewann.

## Erfolge
TuS Niederkirchen
- Deutscher Meister 1993
- DFB-Supercup-Sieger 1993

1. FFC Frankfurt
- DFB-Pokal-Sieger 2000
- Zweiter der Meisterschaft 2000